# Frozen Ark
Frozen Ark é um projeto de caridade de zoológico congelado que visa preservar o DNA e as células vivas de espécies ameaçadas de extinção para reter o conhecimento genético para o futuro. O projeto foi criado em conjunto pela Sociedade Zoológica de Londres, o Museu de História Natural e Universidade de Nottingham. A iniciativa foi inspirada em pesquisas conduzidas pelo Prof. Bryan Clarke, sua esposa, Dra. Ann Clarke, e colegas.  Até 2015, 48.000 amostras foram coletadas pertencentes a 5.000 espécies, incluindo o tigre siberiano e o leopardo Amur.

## História
Originalmente destinado a se concentrar na biologia de evolução de um caracol terrestre, seu projeto transformou-se em um estudo de extinção como eles observaram que cerca de uma centena de espécies de caracóis morreram ao longo do espaço de 15 anos. Isso foi causado pela introdução de duas espécies exóticas de caracol em um plano governamental que acabou desastrosamente errado. Os caracóis Hedleyella falconeri e Partula foram trazidos de volta a Inglaterra. Um programa de criação em cativeiro no Jardim Zoológico de Londres foi iniciado e as amostras de tecido foram congeladas para preservar o DNA, de modo que o estudo poderia continuar.
O projeto foi criado como uma instituição de caridade registrada no Reino Unido na Universidade de Nottingham, que tem dado apoio com escritórios, laboratório, computadores e bioinformática apoio desde a sua concepção.